# Narayanganj
Pour le district, voir Narayanganj (district).
Narayanganj est la 8e ville la plus peuplée du Bangladesh avec ses 241 000 habitats.
Son altitude s'élève à 9 mètres.
Elle se situe à 15 km de la capitale Dacca.

## Histoire
Le 9 juillet 2021, un incendie dans une usine de produits alimentaires fait au moins 52 morts et 20 blessés.